# Les Cinq sont les plus forts
Les Cinq sont les plus forts est le premier roman de la « nouvelle » série Le Club des cinq publiée après la mort d'Enid Blyton. 
La série avait été initialement créée par Enid Blyton en 1943. À la mort de l'autrice en 1968, la traductrice française Claude Voilier écrira vingt-quatre volumes supplémentaires de 1971 à 1985. La première publication de ce roman a lieu en France en septembre 1971 dans la Bibliothèque rose des éditions Hachette. 
Les premières éditions comportaient une page de texte et, en vis-à-vis, une page de bande-dessinée. Cette présentation a disparu dans les éditions publiées après 2000. 
Le roman évoque la tentative des Cinq d'empêcher la commission d'un vol dans une maison. L'action peut se dérouler aussi bien en France qu'en Angleterre.

## Personnages principaux
- Les Cinq
  - François Gautier
  - Mick Gautier
  - Annie Gautier
  - Claude Dorsel
  - Dagobert (chien)
- Léon, Herman, Marcel : trois voleurs

## Résumé
Remarque : le résumé est basé sur l'édition cartonnée non abrégée parue en 1971 en langue française.
- Mise en place de l'intrigue

Pages 5 à 30.
Les Cinq doivent passer leurs vacances d'été chez les Dorsel, mais une partie de la toiture de la villa ayant été emportée par les intempéries, ils ne pourront pas y aller le temps des travaux de réfection. Ils vont donc camper sur l'île de Kernach. 
Le soir de leur arrivée sur l'île, les enfants organisent une partie de cache-cache : Claude ira se cacher dans l'île et ses trois cousins iront à sa recherche. Claude va se cacher le long de la falaise. Elle découvre que deux hommes ont accosté secrètement sur l'île pour discuter d'un projet criminel. Claude comprend que Léon et Herman envisagent de cambrioler une maison bourgeoise le 30 juillet prochain et que cette maison est occupée par une femme seule qui est propriétaire d'un trésor composé d'émeraudes. Ils attendent l'arrivée d'un troisième larron, dénommé Marcel, sans qui le vol ne pourra pas avoir lieu. Après leur discussion, les hommes quittent l'île.
- Aventures et enquête

Pages 30 à 166.
Les Cinq ignorent l'identité exacte des voleurs et celle de la victime. Ils ignorent aussi où se trouve la maison qui sera cambriolée. Ils décident de repérer toutes les maisons bourgeoises des environs qui sont occupées par des femmes seules et riches. Au bout d'une quinzaine de jours, ils ont recensé trois maisons qui remplissent ces conditions. Mais l’une des maisons est occupée par une vieille dame dont le trésor est un antique portrait d'un de ses ancêtres. Restent donc deux maisons et deux femmes. Ils contactent une deuxième victime potentielle, Mme Grant, qui se montre dubitative et qui les prend pour des cambrioleurs. Elle les évince donc et ne répond à aucune de leurs questions. 
Ils contactent une troisième victime potentielle, Mme Labry, riche fermière. Celle-ci aussi les évite avec prudence. Par la suite, Claude reconnaît Léon dans une rue de Kernach. Les enfants le suivent et Claude voit qu'il discute avec Herman. Ils entendent les hommes parler de Marcel, dont l'arrivée est imminente. Les hommes confirment leur projet de voler les émeraudes. Quand ils se séparent, les Cinq essaient de suivre les deux hommes, mais sans succès. Deux jours après, Claude apprend qu'un nouveau télégraphiste vient d'être nommé à Kernach, et qu’il se prénomme… Marcel. Les enfants tiennent conseil : ne serait-il pas celui que Léon et Herman attendent ? La soirée du 30 juillet arrive et les enfants n'ont pas déterminé quelle maison sera cambriolée. Ils se scindent en deux groupes : d'une part François et Annie, qui surveilleront la villa de Mme Labry, et d'autre part Mick, Claude et Dagobert, qui surveilleront la villa de Mme Grant. 
François et Annie tentent d'entrer dans la propriété de Mme Labry et sont aux prises avec les poules du poulailler. Les cris des animaux alertent Mme Labry, qui oblige les enfants à entrer dans une pièce de la maison dans laquelle elle les enferme. Elle alerte ensuite les gendarmes. Pour leur part Mick et Claude surveillent la maison de Mme Grant. Le jeune télégraphiste, Marcel, se présente à la propriété et annonce à Mme Grant qu'elle a reçu un télégramme. Quand elle fait entrer le jeune homme, elle est immobilisée par Léon et Herman, ligotée et ramenée dans la maison. Claude pénètre par ruse dans la maison et, alors que les voleurs ont quitté la pièce pour fouiller la maison, propose à Mme Grant de la libérer immédiatement. Mme Grant a une autre idée : elle révèle à Claude où se trouve caché le trésor, à charge pour Claude de le cacher. Claude monte au grenier avec Dagobert et trouve le trésor. À ce moment-là, les voleurs montent l'escalier.
- Dénouement et révélations finales

Pages 166 à 182.
Claude ordonne à Dagobert de retourner à sa niche puis est découverte par les voleurs. Ils l'interrogent et trouvent l'écrin vide. Devenue prisonnière des bandits et considérée par eux comme une voleuse adverse, ils continuent leurs recherches. 
Les gendarmes, alertés par François et Mick, arrivent à la maison et prennent les trois malfaiteurs en flagrant délit. Les émeraudes ne se trouvent plus dans la maison : Claude les avait accrochées au cou de Dagobert avant qu'elle ne le renvoie à sa niche. Elle les restitue à Mme Grant.